# Ocotea portoricensis
Ocotea portoricensis är en lagerväxtart som beskrevs av Carl Christian Mez. Ocotea portoricensis ingår i släktet Ocotea och familjen lagerväxter. Inga underarter finns listade i Catalogue of Life.